# Bellenvat

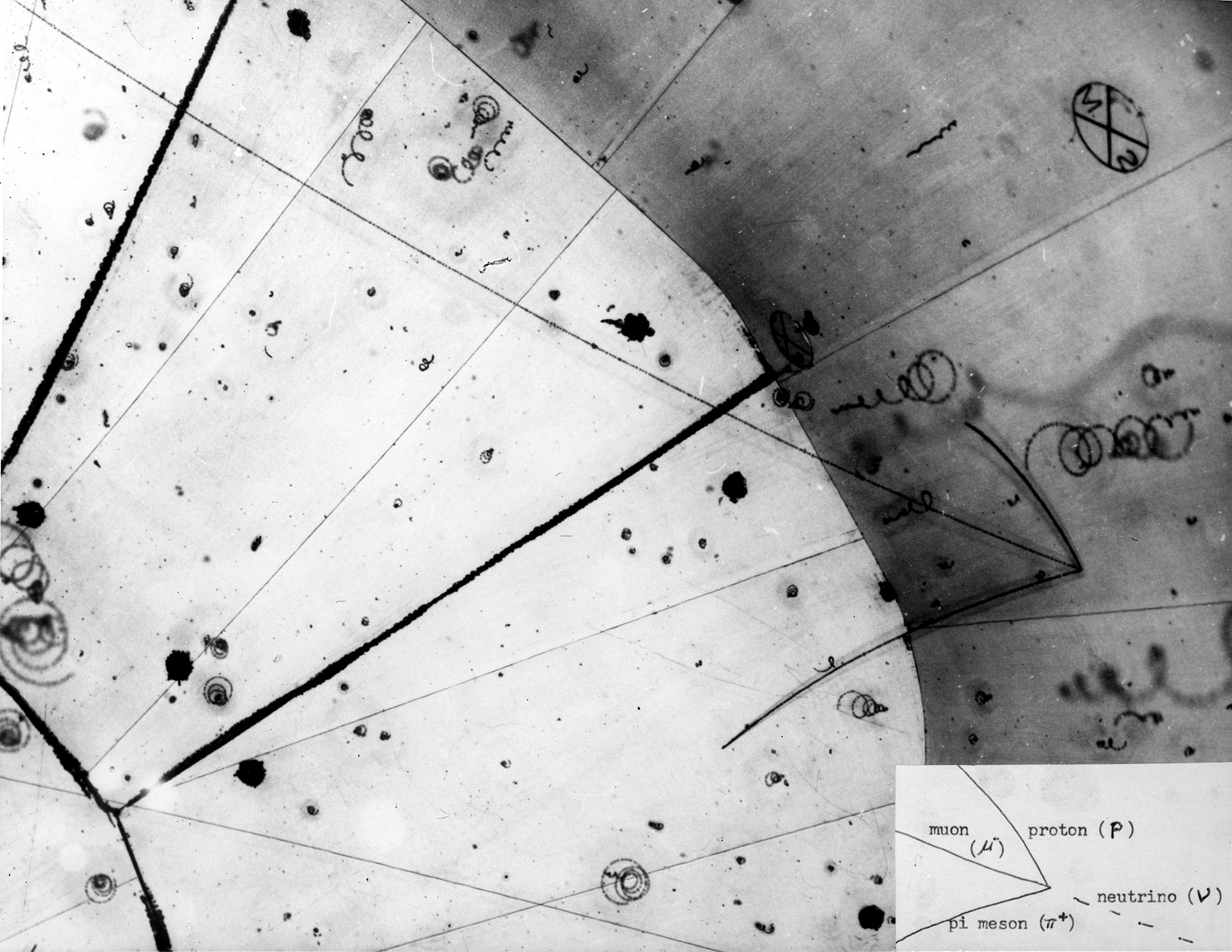
De eerste waarneming van een neutrino in een bellenvat, gemaakt op 13 november 1970 in een waterstof-bellenvat van het Argonne National Laboratory in Lemont (Illinois).
Het onzichtbare neutrino raakt een proton waardoor drie sporen ontstaan (rechts op foto). Het neutrino verandert in een mu-meson: het lange spoor in het midden. Het korte spoor erboven is dat van het proton. Het derde spoor is van een pi-meson dat door de botsing ontstond.

Een bellenvat is een vat waarin bewegingen van subatomaire deeltjes zichtbaar kunnen worden gemaakt. Een bellenvat lijkt wat werking betreft op een nevelvat.

## Geschiedenis
Sinds het begin van de 20e eeuw waren wetenschappers op zoek naar methoden om subatomaire deeltjes en interacties daartussen te visualiseren. Hoewel het in 1910 uitgevonden nevelvat dit gedeeltelijk mogelijk maakte, konden met het bellenvat veel meer en complexere interacties worden waargenomen. Het apparaat werd uitgevonden door Donald Glaser en in 1960 ontving hij hiervoor de Nobelprijs voor de Natuurkunde. In de daaropvolgende 20 jaar is er veel experimenteel onderzoek gedaan met bellenvaten en heeft men veel meer inzicht gekregen in het gedrag van subatomaire deeltjes. Veel deeltjes waarvan alleen op theoretische gronden het bestaan werd vermoed, zijn met bellenvaten bevestigd.

## Werking
Een bellenvat is een vat gevuld met een doorzichtige vloeistof die een temperatuur heeft vlak onder het kookpunt. Door kortstondig de druk te verlagen komt het kookpunt onder de temperatuur van de vloeistof te liggen, en raakt de vloeistof oververhit. Een hoogenergetisch deeltje dat in contact komt met de vloeistof, zal daarin een spoor van ionen veroorzaken die als nucleatiekernen voor gasbelletjes fungeren. Daardoor wordt het spoor van zo'n deeltje zichtbaar.
In een bellenvat zijn grofweg vier onderdelen te onderscheiden. Allereerst is er het vat zelf, dat meestal met vloeibare waterstof of deuterium is gevuld. Om in korte tijd de druk in het vat te verlagen, is er een zuiger aangebracht. Bovenin is een camera aangebracht om de bellensporen vast te leggen. Ten slotte wordt over het vat een homogeen magnetisch veld aangelegd om de geladen deeltjes af te buigen (door de lorentzkracht).
Uit de kromming van de bellensporen kunnen de massa en lading van de deeltjes worden bepaald. De snelheid wordt bepaald door middel van de afstand tussen de bellen.